# ألان ماينارد
ألان ماينارد (بالإنجليزية: Alan Maynard)‏ هو أستاذ جامعي بريطاني، ولد في 15 ديسمبر 1944، وتوفي في 2 فبراير 2018.